# وكيل آباد (مقاطعة فسا)
وكيل‌آباد (بالفارسية: وکیل‌آباد) هي منطقة سكنية تقع في Jangal Rural District في إيران. يقدر عدد سكانها بـ 152 نسمة .